# Place du Château (Wiesbaden)
Pour les articles homonymes, voir Place du Château.
La place du Château de Wiesbaden est le centre de la vieille ville historique de la capitale de la Hesse Wiesbaden. Elle est entourée par le Vieil Hôtel de Ville, le château de Wiesbaden et l'église du marché. Cet ensemble unique de bâtiments donne à la place un rôle historique des plus importants à la ville.
- (de) Cet article est partiellement ou en totalité issu de l’article de Wikipédia en allemand intitulé « Schloßplatz (Wiesbaden) » (voir la liste des auteurs).